# Clube Atlético Muçulmano da Matola
Le Clube Atlético Muçulmano da Matola est un club mozambicain de football basé à Matola et fondé en 2004. 

## Palmarès
- Coupe du Mozambique de football
  - Vainqueur (1) : 2008

- Supercoupe du Mozambique de football
  - Finaliste (1) : 2009